# Adolf Schmitt (biskup)
Adolf Schmitt C.M.M., něm. Adolph Gregory Schmitt (20. dubna 1905 Rimpar, Německo – 5. prosince 1976 Lupane, Rhodesie) byl německý misionář a římskokatolický biskup v Bulawayo v dnešním Zimbabwe.

## Život
V roce 1926 absolvoval gymnázium v Lohru nad Mohanem. Připojil se k misionářům z Mariannhillu. Řeholní sliby složil 1. května 1927. Studoval ve Würzburgu, kde byl 19. března 1931 vysvěcen na kněze. Brzy poté odjel do Bulawaya v Rhodesii (dnešní Zimbabwe) a byl zodpovědný za péči o tamní bělošskou komunitu. V letech 1936-1938 působil v mariannhillském semináři ve Würzburgu a v mariannhillském studentském semináři v Lohru nad Mohanem. V roce 1938 byl pověřen založením provincie mariannhillských misionářů v USA, kde na závěr svého pobytu působil jako provinciál. Dne 23. prosince 1950 byl jmenován apoštolským vikářem v Bulawayo a zároveň titulárním biskupem v Nasai. Biskupské svěcení přijal 2. dubna 1951 v Detroitu z rukou arcibiskupa Edwarda Aloysia kardinála Mooneyho. Spolusvětiteli byli biskup z Lansingu (Michigan) Josef Henry Albers a biskup ze Saginaw (Michigan) Stephen Stanislaus Woznicki. Jako biskupské heslo si zvolil latinské: „Ut sint unum“, v překladu: „Aby (všichni) byli jedno“. O několik měsíců později zahájil svou službu v Zimbabwe. 1. ledna 1955 byl apoštolský vikariát povýšen na diecézi a on byl jmenován prvním diecézním biskupem. Zúčastnil se všech čtyř zasedání Druhého vatikánského koncilu. Emeritním biskupem se stal 9. května 1974. V Rhodesii však zůstal, přestože společenská situace byla v místě stále nebezpečnější, protože probíhala občanská válka.
| „                                                      | Protože jsem měl dojem, že mě stále potřebují. Zůstal jsem také proto, abych svým spolubratřím ukázal, že neodcházím jen proto, že nyní přišel nový biskup... a nechci nyní vyvolat dojem, že opouštím zemi, protože obtíže narůstají. V Rhodesii zůstanu, dokud mi to bude dovoleno, protože se prakticky stala mým druhým domovem. | “ |
| — Adolf Schmitt v době, kdy se stal emeritním biskupem | |   |

## Okolnosti jeho násilného úmrtí
Dne 5. prosince 1976, v době kdy v Rhodesii probíhala občanská válka, jel se skupinou misionářů a sester z misijní stanice Regina Mundi do nemocnice sv. Lukáše v Buschi, aby navštívil nemocného misionáře. Několik kilometrů před nemocnicí poblíž Lupani, na silnici mezi Bulawayem a národním parkem Viktoriiny vodopády, došlo k ozbrojenému útoku. Cestu zatarasil strom ležící přes silnici. Vozidlo zastavilo a cestující chtěli překážku odstranit z cesty. Ukázalo se však, že zátaras byl pastí. Z podrostu vyskočil černošský partizánský ozbrojenec a ohrožoval skupinu. Pod pohrůžkou ozbrojeného násilí požadoval peníze. Poté začal střílet z automatické útočné pušky a křičel: „Všichni misionáři jsou nepřátelé lidu“. Biskup Schmitt zemřel v krupobití kulek. Spolu s ním zemřeli otec Possenti Weggartner (C.M.M.) a sestra Francis van den Berg (CPS). Jediná přeživší řádová sestra Ermenfried Knauerová pak popsala způsob přepadení. Ona sama byla zraněna na noze, ale podařilo se jí uniknout tak, že se skutálela pod auto a předstírala smrt.

## Ocenění
Římskokatolická církev zařadila biskupa Adolfa (Gregora) Schmitta jako svědka víry do německého martyrologia 20. století.